# Allerton Avenue
Allerton Avenue – stacja metra nowojorskiego, na linii 2. Znajduje się w dzielnicy Bronx, w Nowym Jorku i zlokalizowana jest pomiędzy stacjami Burke Avenue i Pelham Parkway. Została otwarta 3 marca 1917.